# Víktor Makhorin
Víktor Makhorin   (Taixkent, 2 de juliol de 1948 - Kuvshinovsky District, 20 de juny de 1993) fou un jugador d'handbol uzbek que va competir sota bandera soviètica durant les dècades de 1970 i 1980.
El 1980 va prendre part en els Jocs Olímpics de Moscou, on guanyà la medalla de plata en la competició d'handbol.